# Милевско
Милевско (чеш. Milevsko; нем.  Mühlhausen) — город и муниципалитет с расширенными полномочиями в районе Писек Южночешского края Чехии.
Расположен примерно в 22 км северо-восточнее г. Писек и в 22 км к западу от г. Табор.

## История
Ближайшие окрестности города были заселены с каменного века. Археологические находки указывают на присутствие людей уже в бронзовом веке. Найдены следы славянского поселения VIII века. В конце XII столетия Милевско был важным перекрестком торговых путей. Первое письменное упоминание относится к 1184 году, когда его владелец Йиржи Милевский в 1187 году основал католический монастырь премонстратов. Развитие города было связано с жизнью монастыря.
Впервые городские права получил в XV веке. Эпидемия Чёрной смерти и войны в XVII и XVIII веках привели к запустению и разрушению города и его окрестностей. Город до начала XX в. был одним из самых бедных в стране. Позже стали развиваться ремесла, торговля и промышленность, особенно ставшее традиционным производство керамики.

## Достопримечательности
- Милевский монастырь конца XII в. — старейший монастырь на юге Чехии
- Костёл Святого Илии последней трети XII века

## Население
| Год  | Численность | Численность |
| ---- | ----------- | ----------- |
| 1869 | 4360        | [ 6 ]       |
| 1880 | 4248        | [ 6 ]       |
| 1890 | 4290        | [ 6 ]       |
| 1900 | 4102        | [ 6 ]       |
| 1910 | 4241        | [ 6 ]       |
| 1921 | 4284        | [ 6 ]       |
| 1930 | 4324        | [ 6 ]       |
| 1950 | 4000        | [ 6 ]       |
| 1961 | 5989        | [ 6 ]       |
| 1970 | 7553        | [ 6 ]       |
| 1980 | 9238        | [ 6 ]       |
| 1991 | 9782        | [ 6 ]       |
| 2001 | 9486        | [ 6 ]       |
| 2014 | 8710        | [ 7 ]       |
| 2016 | 8540        | [ 8 ]       |
| 2017 | 8474        | [ 9 ]       |
| 2018 | 8380        | [ 10 ]      |
| 2019 | 8277        | [ 11 ]      |
| 2020 | 8280        | [ 12 ]      |
| 2021 | 8185        | [ 13 ]      |
| 2022 | 8033        | [ 14 ]      |
| 2023 | 8089        | [ 15 ]      |
| 2024 | 8040        | [ 4 ]       |

## Города-побратимы
- Мюнхенбуксе, Швейцария

## Галерея
- Монастырь премонстратов
- Костёл св. Илии
- Городская площадь
- Моровой столб